# 気動車
気動車（きどうしゃ）は鉄道車両の一種で、乗客や貨物を積載する空間を有し、動力として内燃機関や蒸気機関などの熱機関を搭載して自走するもの。
現在の気動車は動力としてディーゼルエンジンを搭載したディーゼル動車がほとんどであり、あえて区別する必要がない限り「気動車」は「ディーゼル動車」を指す。本項では主にディーゼル動車について解説する。
日本では「ディーゼルカー」(Diesel Car, DC)、「汽車」 などとも呼ばれる。
英語圏では動力分散方式の車両を「Multiple-Unit」と呼ぶことから、ディーゼル動車を「DMU」(Diesel Multiple-Unit) と称する。また「レールカー」(Railcar) とも呼ばれる。

## 概要
電車と同じく動力分散方式の鉄道車両に分類される。
複数両の車両を連ねる場合には、かつては動力車一両ごとに運転手が乗務してそれぞれの車両を操作していたが、現在では先頭車の運転台から一括して制御する総括制御方式が一般化している。気動車の構造はその種類により異なる。

## 機関・燃料の種類による分類

### 蒸気動車
動力源として蒸気機関を用いる気動車を蒸気動車と呼ぶ。蒸気動車は蒸気機関車と同様に、燃料に石炭を使用し、運転者以外に機関助手の乗務による投炭作業を要した。
世界最初の蒸気動車はイースタン・カウンティ鉄道の機関車技師であるジェームス サミュエルによって設計され、1847年にウィリアム・ブリッジズ・アダムスによって製造され、1847年10月23日にショーディッチとケンブリッジの間で試運転された。
日本では、明治時代末期から戦後間もないころまでは蒸気動車が使用された。当初は単に「自働車」「汽動車」と呼ばれ、内燃機関を搭載した気動車が登場するとそれらを区別して「蒸気動車」と呼ばれるようになった。

### 内燃動車
ガソリン動車、ディーゼル動車、天然ガス動車、ガス発生炉搭載動車（発生炉ガス動車）、ガスタービン動車など、内燃機関を搭載した気動車を総称して内燃動車と呼ぶことがある。

#### ガソリン動車
動力源としてガソリンエンジンを用いる気動車をガソリン動車ないしガソリンカーと呼ぶ。
日本では、大正時代から1950年代までガソリン動車が用いられた。特に1930年代には取り扱いの簡易さから盛んに用いられた。1940年の西成線列車脱線火災事故とその後のディーゼルエンジン技術の改良により、安全性と経済性に劣るガソリン動車は戦後すぐに置き換えが進み、1969年の磐梯急行電鉄廃止に伴い営業用車両が全廃された。

#### ディーゼル動車
動力源としてディーゼルエンジンを用いる気動車をディーゼル動車ないしディーゼルカーと呼ぶ。現代の気動車はほとんどがディーゼル動車である。
燃料には、現代では主に軽油を用いる。また一部ではバイオディーゼル燃料が試験的に用いられている。
日本では、ディーゼル動車用ディーゼルエンジンは4ストローク式が主流で、2ストローク式は過去に私鉄で少数が使用されたのみである。
日本のディーゼル動車では台車間にエンジンを搭載する。過去には単端式気動車のように自動車に倣って車輌端に機関を搭載した車輌も多く、車体内床上に搭載した車輌（キハニ36450形）や台車に搭載した車輌（長門鉄道キコハ10など）も少数ながら存在した。サハリンの鉄道向けに日本で製造された車両では、厳冬期のメンテナンス性の観点から車体内に機関を搭載した。
車体は一般的な客車や電車と大きくは変わらない。しかし、床下に架装されるエンジン・変速機・燃料などの重量物が配置されるため台枠強度が高いこと、エンジンからの騒音を遮音・吸音することに配慮した設計になっている。また、一般にディーゼルエンジンは電気モーターに比べて出力に劣るため、車体の軽量化への志向が強い。

#### 天然ガス動車
戦争の影響により石油が不足した1940年代の日本では、ガソリンエンジンやディーゼルエンジンを改造し、木炭ガスや天然ガスを燃料に使用した例がある。

#### ガス発生炉搭載動車
ガス発生炉で固形燃料を不完全燃焼させ合成ガスを発生させる装置のことで、ガス発生炉を搭載した気動車を、ガス発生炉搭載動車（発生炉ガス動車）と呼ぶ。
戦争の影響により石油が不足した1940年代の日本で用いられた。
代用燃料車（代燃車）の存在であり、 ガス発生炉搭載動車のみを指して代用燃料車（代燃車）と呼ぶこともある。木炭自動車の気動車版といえる。

#### ガスタービン動車
ガスタービンエンジンを搭載した気動車をガスタービン動車ないしターボトレインと呼ぶ。
1960年代以降アメリカ・カナダ・フランス・革命前のイラン（フランスより輸入）などで実用化された。日本では燃費の悪さと甲高い騒音、故障の頻発が嫌われ、さらにオイルショックにも見舞われたため、キハ07 901、キハ391-1の2両が試作されたのみで、実用化されなかった。
マイクロガスタービンを使用した新世代ガスタービン-エレクトリック式気動車が研究開発されている。

### 動力を持たない気動車
気動車と連結して使用することを想定した付随車（気動付随車）や制御車（気動制御車）がある。これらは動力を持たず自走できないが、便宜上、気動車の一種として扱われることがある。

## 動力伝達方式による分類

### 機械式気動車
自動車のマニュアルトランスミッション車同様に、多段変速機とクラッチを用いる原始的方式だが、伝達効率は良い。過去においてはそれぞれ手動操作であり、日本では1950年代前半まで主流だったが、クラッチ容量の限界による出力向上の制約や、当時の日本ではこの方式による総括制御の研究が進まなかったため、1960年代までにほぼ廃れた。欧州では総括制御技術が開発されたこともあり採用例が多く、特にイギリスでは1980年代初頭の統計では電気式、液体式の合計よりも車輌数が多く 気動車の主流となっていた。
ただし昨今の技術向上に伴い、電子制御による総括制御が可能になったこともあり、次項の流体式との差は小さくなってきている。デンマークでは機械式気動車を用いた200 km/h運転の試験が行われているが、これは多段変速液体式のトルクコンバータ（略称・トルコン）を省略して摩擦クラッチのみの装備に置換したものである。

### 液体式気動車
起動から低中速域にかけてトルクコンバータを使用することで総括制御を可能とした変速方式。流体式・液圧式とも。比較的軽量なことが特徴。戦後の日本における主流。かつてはトルクコンバータに依存する領域が広く、動力伝達時のロスを生じがちだったが、1990年代以降多段式の遊星歯車変速機を電子制御してトルクコンバータと組み合わせることで、広い速度域に適応させつつトルクコンバータへの依存領域を小さくする手法（2速以降はトルクコンバータを介さない）が普及し、伝達効率を向上させている。その為、現在の流体式と電子制御化された機械式との違いは、実質的に「起動の方法の違い」のみとなっている。

### 電気式気動車
エンジン動力で発電を行い、発生電力でモーターを駆動して走行する方式。現在ではほとんどがディーゼルエンジンを用いたディーゼル・エレクトリック方式である。モーターから輪軸への減速方法は電車と同じく一段固定で、多段変速機は持たない。大出力向けで伝達効率自体は良く、システム全体では重量と体積が増加するものの、保守点検も液体式に比べて容易であるため世界的には主流とする国が多い。
日本では1930年代と1950年代に若干の採用例が見られ、それ以降はしばらくの間液体式が主流となり一度は廃れた方式であったが、パワーエレクトロニクスが発展し、重量面のハンデを緩和させた2000年代以降は、シリーズ式ハイブリッド気動車やEDC方式という形で復活した。さらに2017年 - 2020年にかけて製造し、2019年8月から新潟・秋田地区で営業運転を開始したGV-E400系においては、量産型の純粋なディーゼル・エレクトリック方式の電気式気動車が約半世紀ぶりに復活した。
JR北海道でも既存の液体式気動車キハ40系と置き換えるための電気式気動車をJR東日本と共同で開発し、GV-E400系をベースとしたH100形が導入された。JR東日本で導入される電気式気動車と同型の試作車（量産先行車）を製作し、走行試験等による冬期の検証を2年行った上で、2019年（平成31年）度以降に量産車の製造を予定し、極寒冷地対策を考慮した変更を加えている。JR西日本ではディーゼル・エレクトリック方式車両の次世代型気動車であるDEC700形を開発中で、今後各種技術検証を実施する予定である 。なお、JR四国ではこれらの技術を採用した気動車はなく、最新の2700系でも引き続き液体式を採用しているが、ハイブリッド方式の電気式気動車を2025年度までに開発するとしている。

## 運転方式による分類

### 単端式気動車
自動車のように原則として一方向にしか進めない気動車は単端式気動車と呼ばれる。英語の「Single ended car」の訳語とされ、日本車輌製造が1931年頃より自社のカタログで使用していた。変速機には逆走位置もあるが、逆走は入換時など短時間に限られ、通常は終点で何らかの方法で進行方向を逆向きにする必要がある。アメリカ合衆国では転車台が幅広く整備されており、単端式気動車が長期間使用された。
1920年代の日本では、ガソリンエンジン・変速機などの量産自動車用パワーユニットを流用し、当時のバス相当のシンプルな車体を備えた単端式気動車が多数就役しており、ことに「軌道自動車」を商品名とした日本車輌製造製のそれは、設計の規格化と量産効果による製作コストの低減、それに運用の容易さによる高頻度運転の実現などにより、地方の弱小鉄軌道が1920年代当時、急速に台頭し始めていたバスに対抗する上で大きな成果を上げたことで知られている。

### 両運転台式気動車
両運転台式気動車は電車と同じく前後の双方向に支障なく走行でき、通常は車体両端に運転台のある車両を指す。ヨーロッパのローカル線は転車台が少ないことから両運気動車が発達したが、運転台が車体中央の1箇所のみで屋根から突出したスタイルの車両も存在した。
日本の内燃動車初の両運転台式車は1927年に製造された南越鉄道ガ1で、梅鉢鉄工所の第1作かつ1,067 mm軌間用では日本初のガソリン動車でもあった。

### 固定編成・総括制御気動車
ドイツ国鉄は1932年に2両編成連接車体の流線型電気式気動車を開発し、高速列車「フリーゲンダー・ハンブルガー」の運行を開始した。これに影響を受けて欧米諸国では流線型気動車の開発が進められ、アメリカ合衆国では動力集中方式の気動車による「シティ・オブ・サライナ」や「パイオニア・ゼファー」が登場している。東アジアでは南満洲鉄道が1935年にジテ1形を、日本国鉄が1937年にキハ43000形を導入している。
第二次大戦後にアメリカのバッド社が導入したRDC（Rail Diesel Car）は、総括制御が可能な液体式気動車で連結運転が可能であった。日本国鉄で1953年より量産されたキハ45000系（キハ10系）は、前面貫通型で総括制御が可能な液体式気動車であった。

## 気動車の電動化
2000年代以降はパワーエレクトロニクス技術の向上により、エンジンで発生した動力をそのまま使わずに、発電機や蓄電池、電動機と組み合わせた電動化が進められている。

### ハイブリッド気動車
ハイブリッドカーのようにエンジンによる発電機と蓄電池を併用し、電動機で走行する気動車である。JR東日本では、日本初の営業用のハイブリッド気動車であるキハE200形を開発し、2007年より小海線で運行を開始している。その後、当車両で開発されたシステムをHB-E300系やHB-E210系でも使用している。
また、キハ160系もITTの導入に向けて試験走行が行われ、開発された技術を取り入れた車両としてJR北海道キハ285系が製作された。しかしJR北海道管内で不祥事が続発する中で「現状としては、『安全対策』と『新幹線の開業準備』に限られた『人』『時間』『資金』等を優先的に投入する必要がある」と判断、「コストとメンテナンスの両面から過大な仕様であること」「速度向上よりも安全対策を優先すること」「従来形式での車両形式の統一によって、予備車共通化による全体両数の抑制と機器共通化によるメンテナンス性の向上が図られること」として、試作車落成直前の2014年9月10日に開発の中止が発表された。
JR西日本のクルーズトレイン「TWILIGHT EXPRESS 瑞風」において使用される87系寝台気動車や、JR九州の一般形気動車YC1系においてもシリーズハイブリッド方式が採用され、JR東海も特急「ひだ」「南紀」の現行車両であるキハ85系を置き換えるべくシリーズハイブリッド方式のHC85系を開発し、2019年12月より試験走行車による試験を行い、2022年7月に営業運転を開始した。

### 電気・ディーゼル両用車両
電気・ディーゼル両用車両は、電動機で駆動するが、駆動用電源は発電機による発電と外部（架線・第三軌条）からの給電の両方に対応する。端的に言えば電気式ディーゼルに対して架線などから電力を得る回路を付加した形である。デュアルモード車両、バイモード車両、重複動力装備車輌などとも呼ばれる。
日本ではJR東日本が2017年5月1日に運行を開始したクルーズトレイン「TRAIN SUITE 四季島」用のE001形がこれに該当する。

### 蓄電池動車・燃料電池動車
蓄電池・燃料電池車両は、電源機構が一般的な熱機関に該当しない電気動力車であるため、正確には気動車の範疇に含まれない。ただし、非電化路線での気動車を代替する運用の想定や、在来型気動車およびハイブリッド気動車との開発研究上の兼ね合いから、気動車を解説する文脈で併せて取り上げられることが多い。
近年の蓄電池容量の向上により、特定の条件（電化区間と非電化区間を直通する列車で、非電化区間を走行する距離が比較的短く、普通列車程度の速度の場合）であれば、電化区間で満充電した蓄電池を電源として非電化区間を運行する蓄電池電車への置き換えも可能になっており、JR東日本では烏山線用EV-E301系や男鹿線用EV-E801系が導入され、JR九州でも同様に筑豊本線などで蓄電池電車のBEC819系を導入し、電車への置き換えが行われている。

## 特殊用途・設計

### レールバス

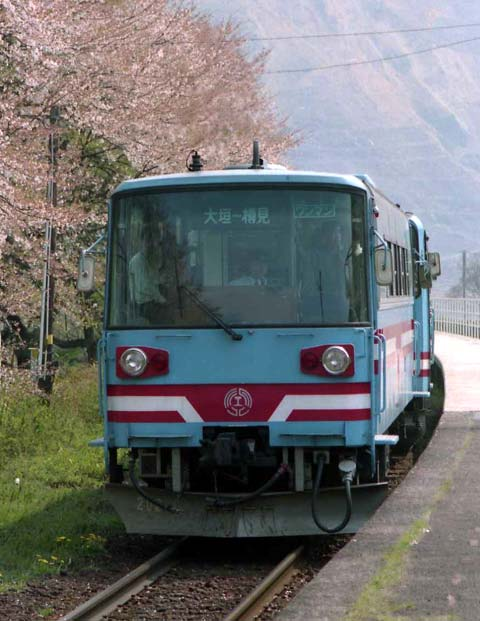
富士重工業製レールバスLE-Car（樽見鉄道ハイモ180-200）

西ドイツ国鉄は1950年代にローカル線用小型気動車シーネンオムニバスを増備した。これにヒントを得て日本で小規模輸送用にバスの部品を流用して昭和20年代から30年代に製造された、国鉄のキハ01系、南部縦貫鉄道のキハ101・102などが、日本における「レールバス」の始祖とされることがある。
1980年代には地方私鉄や第三セクター鉄道、JR各社向けのレールバスが開発された。富士重工業の「LE-Car・LE-DC」シリーズ、新潟鐵工所の「NDC」シリーズの車両が該当したが、1980年代から1990年代にかけて製造されたバスのような外観の車両は1990年代後半以降廃れ、信楽高原鐵道列車衝突事故でレールバスが大破した教訓もあり本来の鉄道車両的な構造へと回帰しつつある。
1940年代-1950年代の鶴居村営軌道や山鹿温泉鉄道ではボンネットバスを改造して鉄輪をつけた、文字通りの「レールバス」を走らせていた。

### 路面気動車
1920年代から法規上併用軌道に該当する路線でガソリンカーを運行した事例は存在したが、本格的な事例として札幌市交通局は1958年に軌道線（路面電車）の延伸開業時に電化設備を省略するため、軌道線仕様で低床式の路面電車ならぬ路面気動車を導入した。これは車体形状や台車規格などに路面電車並みの構造を用いたものである。1967年に電化されて路面気動車も大半が通常の電車に改造された。
ドイツでは市内の路面電車と一般鉄道を直通する路面電車が運行されており、ノルトハウゼン市電の「コンビーノ・デュオ」は市街地では電車、郊外では気動車として走る電気・ディーゼル両用車両となっている。

### 車体傾斜式気動車

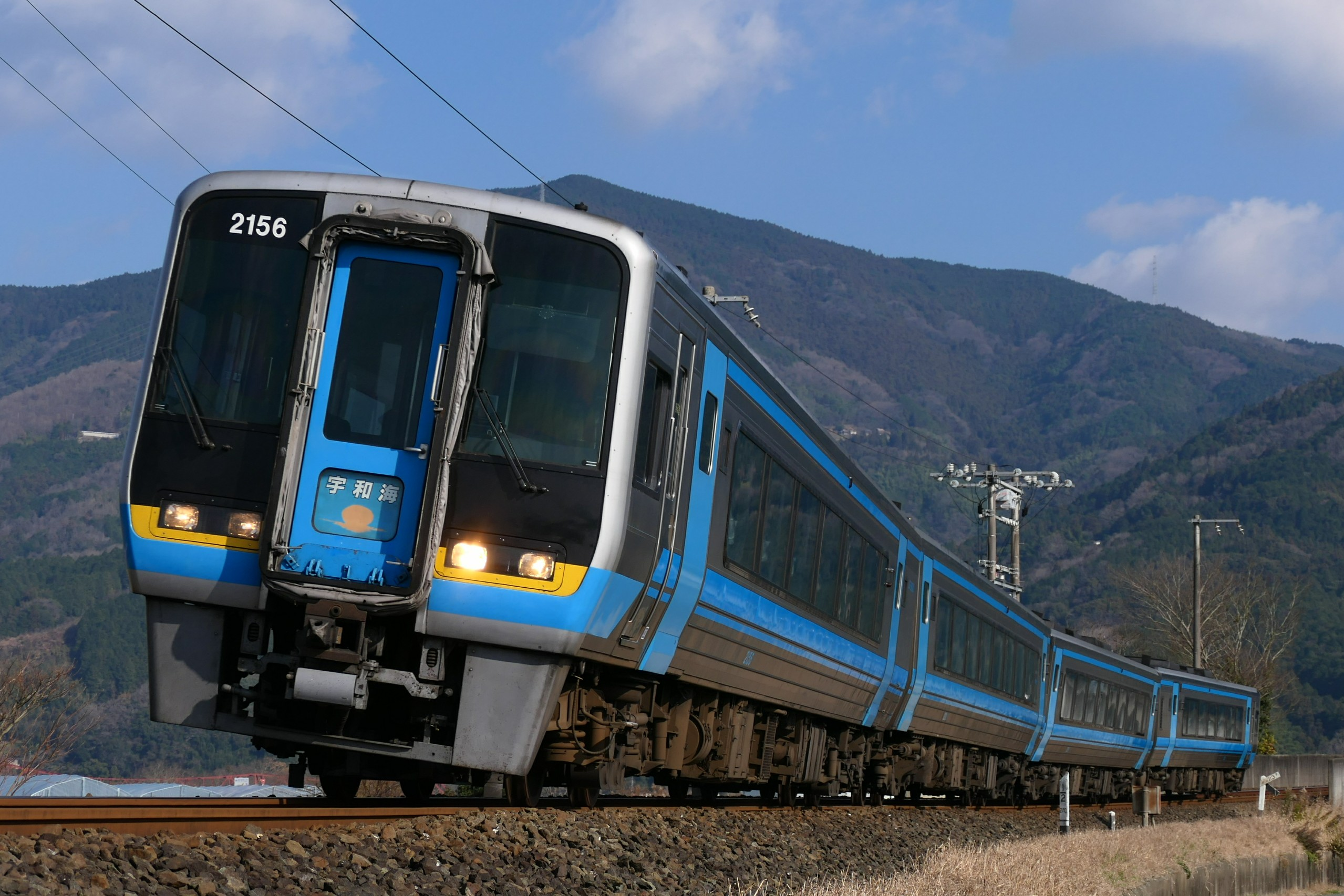
JR四国の振り子式気動車2000系

車体を傾斜させることによりカーブを高速で通過できる機能を持った「車体傾斜車両」は、かつてはエンジントルクの反作用で車体がエンジンの回転方向の反対方向に傾くことや、プロペラシャフトの伸縮の制約などから気動車では不可能と見られていた。
1989年に試作車が製作されたJR四国2000系気動車によって実現し、翌1990年より量産が開始された。「制御付き自然振り子式気動車」で、エンジンの2基搭載によるエンジントルクの反作用相殺や、スプラインに変わるボール式伸縮機構の採用によりそれらの問題を克服した。また最大傾斜角6度の高性能気動車JR北海道キハ283系気動車が実用化された。以降多くの車体傾斜式の気動車が各社で営業投入され、曲線区間の多い非電化幹線での大幅な高速化に寄与している。
空気ばねによる車体傾斜装置を搭載した車両もあり、JR北海道の札幌近郊用キハ201系、特急列車用キハ261系で採用されている。このうちキハ201系は731系電車との協調運転が可能な設計であり、函館本線小樽駅以東で併結運転が実施されている。

### デュアル・モード・ビークル（DMV）

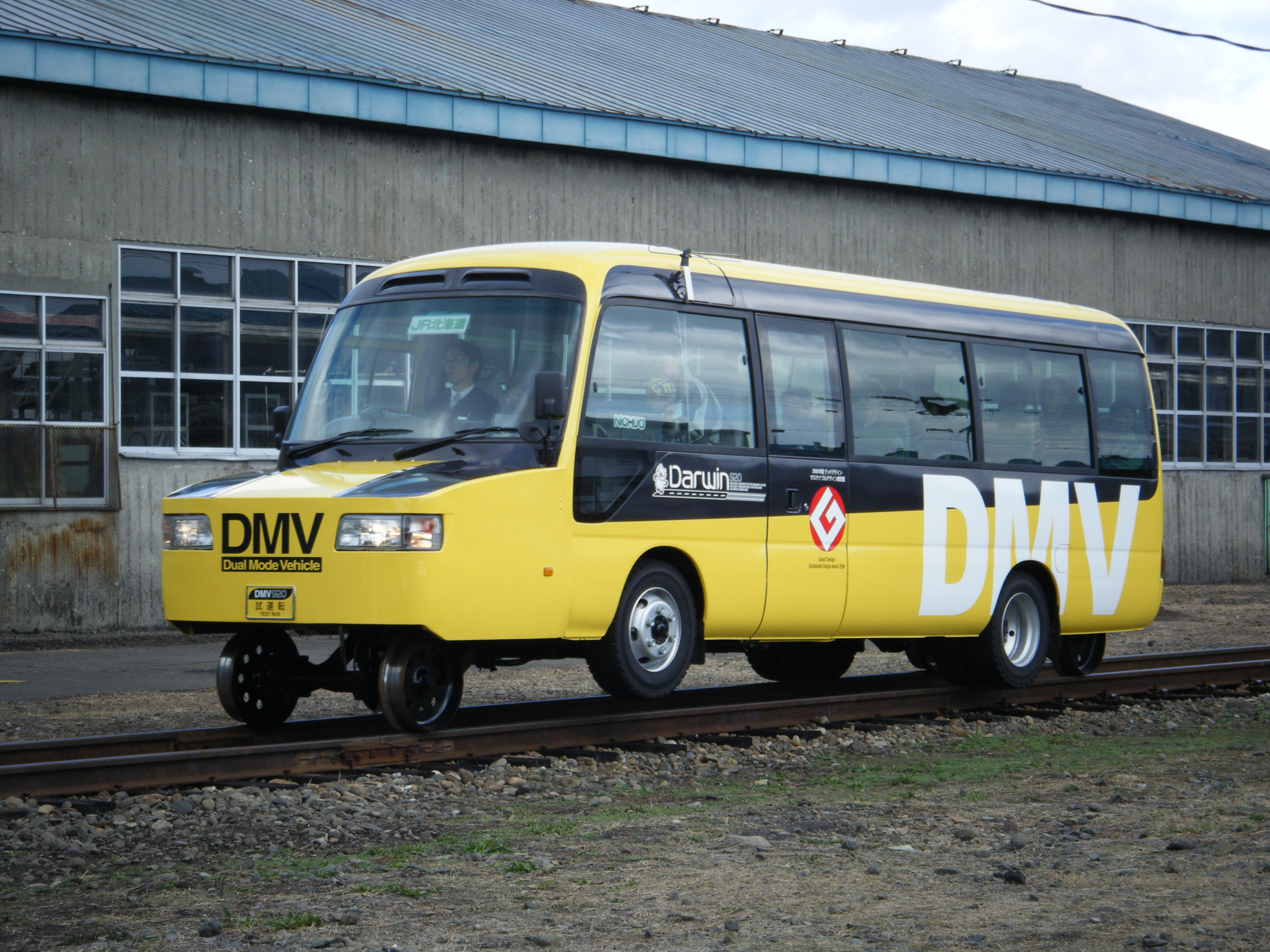
JR北海道のDMV（2008年）

JR北海道は2002年より道路と鉄道線路の両方を走行可能なデュアル・モード・ビークル（DMV）の開発を開始した。鉄道・道路両用車はこれ以前にも1930年代にイギリスの「ロードレイラー」、1950年代の西ドイツ国鉄で「シーネンシュトラーセンオムニバス」、1960年代の日本国鉄で「アンヒビアン・バス」の開発例がある。
JR北海道ではDMVの開発が中止されたものの、徳島県海部郡海陽町の阿波海南駅と高知県安芸郡東洋町の甲浦駅とを結ぶ阿佐東線を運営する阿佐海岸鉄道が史上初めてDMVの営業用車両を2021年12月25日から運行している。

## 運用・性能特性

### 運用特性
直接的な運転経費では動力費や保守整備費用で電車に劣る反面、発電所・変電所・架線など車両を動かすための電力系統の地上設備は不要である。輸送量が小さい路線において運用される場合、総合的に見ると経済的で環境負荷も少ない。こうした特徴を利点として、東京横浜電鉄（現在の東急電鉄東横線）がキハ1形を導入したケースのように、電化線において変電所強化なしで列車増発を実施する目的で気動車を採用する事例が存在した。
編成として機能する特急形を除き、気動車は多くの場合1両ごとでの単独運転（単行）が可能である。

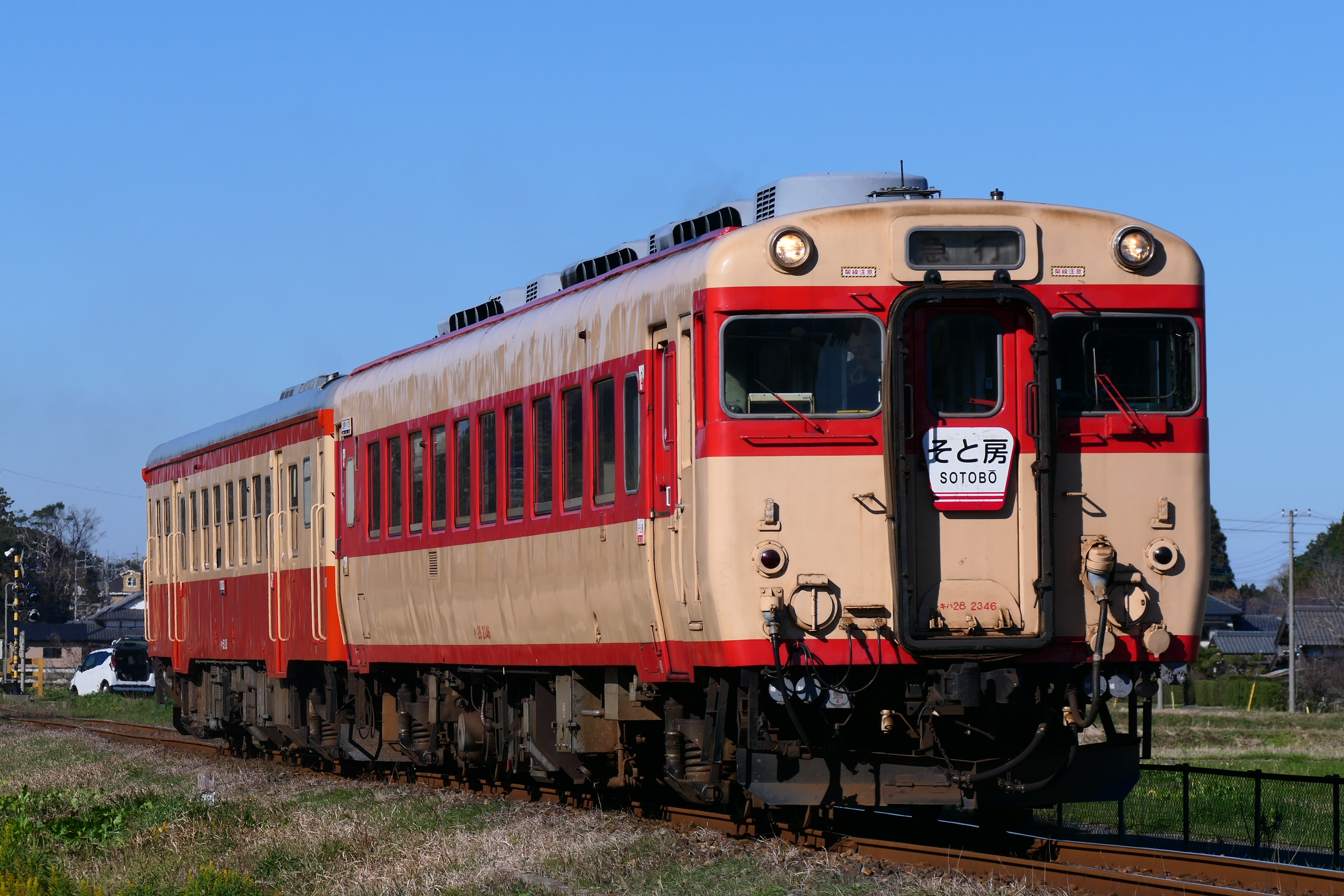
国鉄形気動車（キハ58系とキハ20系）の混成編成。画像はいすみ鉄道移籍後であるが、このような列車は国鉄時代には各地の非電化区間で見られた。

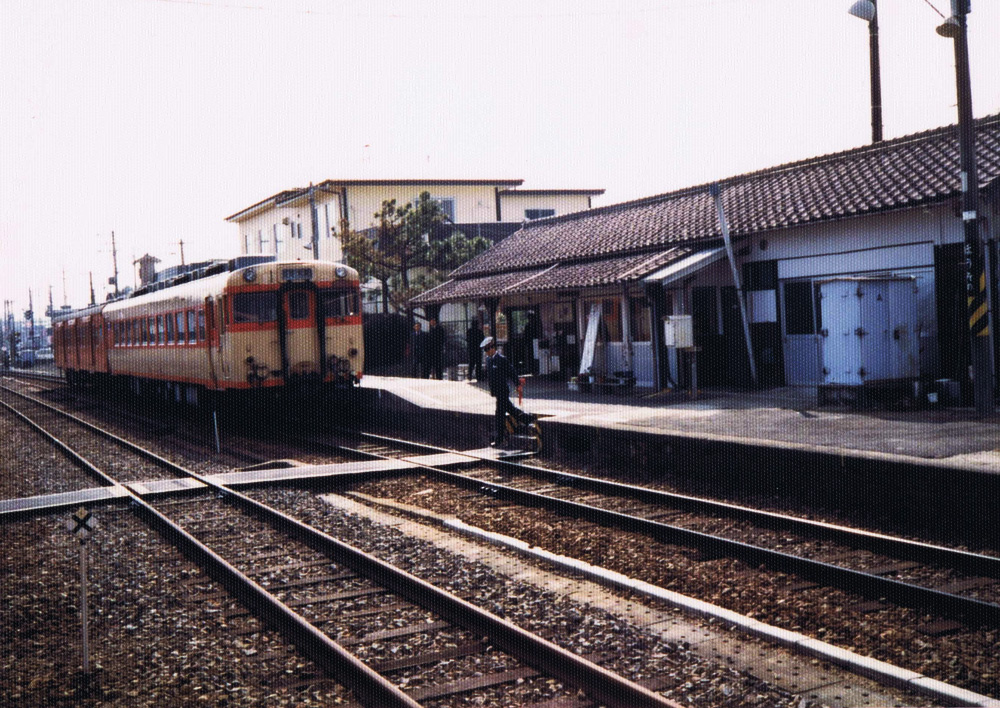
国鉄時代末期の電化前の片町線（現愛称：学研都市線）祝園駅でのキハ58系とキハ35系の混成編成。（1987年2月）

かつて日本国有鉄道（国鉄）の気動車は、特急形車両を除いて制御段数・制御信号及びブレーキシステムが統一、もしくは新旧互換化されており、急行形・通勤形を問わず、全ての車両で連結・総括制御運転が可能であった。そのため、国鉄形の気動車を使用した列車には、一般用のキハ40系と急行用のキハ58系の混成編成など、異なる形式による編成も少なくなかった。しかし、整備や車両運用の効率化を追求し、互換性を過度に重視したシステムは、車両性能の進化を束縛することにもつながっていた。JRへの移行後はその傾向が弱まり、ようやく走行性能面での近代化が進展することになった。
また、電化設備の有無や変電所容量などの影響を受けずに走行が可能であるため、運用面でも柔軟性が高い。しかし実際には気動車の運転免許（甲種内燃車運転免許）を有する動力車操縦者（運転士、乗務員）が必要となることや、自動列車保安装置の互換性などから、営業用の気動車が通常運行されていない区間に臨時列車として入線することは少なくなっている。他方、電化区間と非電化区間が混在する地域で機動性を求められる事業用車（「East i-D」など）での採用例は、気動車の柔軟性を生かしたものと言える。
そのほか、電化区間でも閑散化が著しい場合、普通列車には編成単位の大きくなる電車でなく、小単位運用の可能な気動車を近傍の非電化路線との共通運用によって代用する例もある。特異な例として、仙石線の陸前小野駅 - 矢本駅 - 石巻駅間は、東日本大震災の津波で電化設備の故障のため、2015年5月30日の完全復旧まで気動車を用いていた。仙石線の完全復旧とともに開通した仙石東北ラインでは、電化方式が異なる仙石線と東北本線との連絡線が未電化のため、新たに用意されたハイブリッド気動車HB-E210系が使用されている。
なお、車両の動作メカニズム上、気動車は停電などの非常時にも容易に運行可能と思われることがある。だが現在の日本の鉄道の場合、実際には非電化路線でも信号機・閉塞・ATS・CTC・駅舎内照明・踏切などさまざまな地上側設備に電力が使用されていることから、停電になった場合にはこれら地上側設備用の予備の電源系か、停電時にも使用可能な代替の閉塞方式が確保されていなければ、安全確保の都合上運行することは不可能である。すなわち、構造上自走は可能であるが保安設備が作動しないので安全な運行が不可能となる。自動車で例えれば、交差点等の信号灯が点灯していない一般道を交通整理なしで走る状態に相当する。
高性能レールバスが出現すると、一部私鉄では電気鉄道でありながら気動車を運用する方が低コストと判断し、気動車運行に転換する例も出現した。元々1920年代から1930年代にかけて、電化私鉄がコスト対策からガソリンカー併用を行った先駆例が複数存在するが、新型レールバス出現後の1980年代以降の電化路線の気動車化では、名古屋鉄道の一部路線（現在は路線廃止）、近江鉄道（現在は電車運転）、くりはら田園鉄道（現在は路線廃止）といった例がある。最もこれらの試みは、気動車のランニングコストが電車より高いことに加え（これには、国鉄やJRのように車両やその部品をまとまった単位で発注できないという点も大きい）、電車と気動車で保守・整備に必要な要員の技能・知識がほぼまったく異なること、追加の地上設備も必要となるため、成功したとはいい難く、名鉄と近江では結局電車に回帰し、その他はどの路線も廃止か、廃止の対象となりうる水準の収支状態となっている。
なお、肥薩おれんじ鉄道、えちごトキめき鉄道日本海ひすいラインにおいても気動車運行に転換しているが、これは架線などの設備維持費を負担しない（貨物調整金を前提にJR貨物が負担する）ための対策で、前記の例とは事情が異なる。一方、ランニングコストと既存設備活用を重視してイニシャルコストの高い交流用電車の導入に踏み切った青い森鉄道は、赤字ではあるものの青森県が継続して支援可能な水準の収支となっている。
また、JR北海道の自社単独で維持不可能な路線など、経営が厳しい鉄道事業者では鉄路維持が出来ない事情に加えて、ディーゼルエンジンが環境面での改良により環境面でも問題は軽減した事から、きめ細かなバス・サービスの展開でハード面のコストが少ない代替バスや循環バス・コミュニティーバス・ジャトルバス・デマンドバスに転換する事で鉄道運行でのコスト軽減や環境影響を軽減する面からバス代行の動きもある。

### 走行性能の特性
電動機に比べると、内燃機関の出力重量比が小さく、性能面で不利な傾向がある。
この点は国鉄時代に顕著であり、たとえばキハ58形で自重38 t, 360 PS=270 kWであるのに対し、117系電車モハ117形は自重44 tで480 kWであった。国鉄分割民営化以降の車両ではJR北海道のキハ283系が1両平均自重42 t, 710 PS=530 kWであるなど性能向上がなされているが、同社の789系電車の電動車は920 kWと性能向上がなされており、差は縮まっていない。
内燃機関一般の特徴として、常用域でのトルク変動が少なく出力が回転数にほぼ比例して上がり、高回転域で最大出力に到達するという点がある。この特性を生かすためには多段変速機を用いてエンジンが最大出力を発揮している領域を使う必要がある。また、燃料の供給を調節することでほぼ任意の出力領域で部分負荷運転に対応できる。すなわち、おおむねどの速度域でも連続力行が可能となる。他方で、内燃機関は過負荷・過回転への耐性が低く、設計最高値を超える範囲での使用はオーバーヒートや焼きつきを発生させ、最終的にはエンジンブローを招くため不可能である。負荷や回転数が許容範囲内にあっても、部品寸法の公差や組付け不良による不具合発生のリスクは電動機より高くなる。電動機で一般的に見られる「短時間定格」運転の許容幅は極めて小さいか、許されていない。このため電動機で常用される「連続」定格を越えた出力での運転が困難である。
また、同様に拘束状態からの起動ができない。自動車の運転方法を見れば明らかなように、エンジンは常に一定（アイドリング）以上の回転数で稼働していなければならない。エンジンを停止した状態でギヤを噛み合わせ、その後エンジンを起動することは実用上不可能である。そのため、クラッチ機構が必要である。現代の日本の鉄道車両では起動トルクの確保と半クラッチ制御を要しない点から、変速機の1段目は全てトルクコンバータを介している。このため低速域での「動輪周引張力」と「起動加速力」は電車より大きいことが多い。
よって、
- 電車の場合、VVVFインバータ制御あるいは電機子チョッパ制御等においてはいずれの速度域においても連続力行可能であるが、抵抗制御車の場合、抵抗器が全て短絡された状態になければ連続力行は不可能である。したがって任意の速度で、かつ自由な出力で力行が可能な気動車は速度の調整において、抵抗制御の電車に比較すると気動車が有利な点がある。例えば「速度制限のかかった勾配を連続して登る」場合には運転が容易になる。気動車は適切な出力で連続力行すれば良いが、抵抗制御車は断続的に力行と惰行の繰り返し（ノコギリ運転）を強いられる場合がある。また、空転をしない限りは前述のトルクコンバータの作用により起動不可能に陥ることは少ない。

- 電動機は回路に流せる最大電流によって、最大トルクが決定される。しかし、気動車ではトルクコンバータの増幅作用により、低速域で大きなトルク=加速力を引き出すことができる。ただし、内燃機関は過負荷・過回転への耐性が低く、電動機で許容される短時間「定格外」運転の許容幅は極めて小さいため「連続」定格を越えた出力での運転が困難である。電車の場合はこの特徴を利用して停止状態から常用速度まで大きな加速を得ている。相対的に加減速を繰り返す運転をやや苦手とすることは否めない。

- 電動機における特性領域ではトルクは速度の二乗に反比例して低下し最大出力を発揮できないが、「定トルク特性の機関」+変速機（適切な歯車比）の組み合わせで駆動されている気動車ではこのようなことは生じない。よって高速域での加速力低下が比較的小さい。このように機関の常用回転域の上限付近での加速機会が多い場合は有利に働く。ただし、この点は性能の設計次第の問題であり、例えばEF66形電気機関車では、定出力域が72 km/h - 108 km/hに設定されており、特性領域は108 km/hを越えた部分であるが、車両の最高運転速度は110 km/hであり特性領域はほとんど使用しない。

ということが言える。
国鉄時代の気動車が鈍重であったことも、おおむね上記の内容で説明される。すなわち一つには絶対的な出力不足であり、もう一つは変直2段の変速機しか持たなかったことが原因である。上述の通り、変速機の低速側は起動用のトルクコンバータ段であることは変えられない。直結段はエンジンの最大回転数（最高馬力付近）と車両の最高速度によって、比較的高速ギヤに固定されてしまう。したがって直結段に移ると途端にトルクが低下し、満足に加速しない、上り坂になれば速度が低下し変速段まで落とさなければ維持できないということが生じていたのである。これは自動車において、1速と4速しか使えない場合と、1、2、3、4速の全てが使える場合（超ワイドレシオとクロースレシオ）の走り方をイメージすればわかりやすい。

## 日本の気動車の略史
日本の非電化鉄道路線では、1872年（明治5年）の鉄道創業から長らく蒸気機関車が牽引する客車列車を主力としていた。運転経費の低減とフリークエンシー向上に効果のある「自走式車両」の開発も試みられ、1905年に蒸気機関を搭載して自走する蒸気動車が出現したが、1910年代までに限られた両数が製造されたのみで一般化はしなかった。
その後、1921年にはガソリンエンジン動力の「ガソリンカー」が営業運転を開始、列車本数頻発や運行コスト低減のメリットから1930年代には国鉄・私鉄を通じて広く普及した。ディーゼルエンジン動力の「ディーゼルカー」は日本では1928年に出現したが、エンジン技術の未発達から戦前にはほとんど普及しなかった。
1937年の日中戦争勃発以降、ガソリン不足によって内燃動車の新製および運行が年々困難となった。さらに1940年に発生した西成線列車脱線火災事故により、ガソリンカーの火災危険性が指摘された。これに伴いディーゼルカーへの転換が図られることになるが、同時期、戦時体制による燃料そのものの欠乏から、内燃動車の運行自体が一時衰退する。
1944年11月、国鉄はガソリン、アルコールによって運転していた気動車の運転を廃止することを表明した。
1950年以降、ディーゼルエンジン技術と燃料供給が改善されると、戦前のガソリンカーに代わってディーゼルカーが隆盛を極めることになった。特に1953年の液体式変速機実用化は、気動車による長大編成組成を可能とし、国鉄での著しい気動車普及の原動力となった。
蒸気機関車牽引列車に比して優れた居住性と走行性能を生かし、気動車による準急・急行列車が出現、さらに1960年には特急列車も登場した。戦後しばらくの間、国鉄線は主要幹線でも電化率が低かったこともあって、気動車は全国で広範に用いられるに至った。
1970年代までには5,000両を超える大量の気動車増備が図られ、日本国有鉄道は世界最多の気動車保有数を誇った時期もあった。しかし、同時期に主要幹線の電化が進展したことで、気動車の地位は徐々に後退する。一方で、極端な車両標準化施策及び労使関係の悪化により、気動車技術の発達も停滞した。1980年代以降、第三セクター鉄道向け軽量気動車の開発や新型エンジンの出現、電子制御式多段変速機の実用化などの技術改良から性能は大きく改善されたが、数を減らしつつあり、運用路線は主として地方の非電化亜幹線とローカル線に限定されるようになっている。
現在、JR各社では亜幹線・ローカル線を中心に運用され、非電化区間は気動車の独壇場である。国鉄時代には気動車の荷物車・郵便車も存在したが、JR移行後は、少数の事業用車両を除いてほとんどが旅客車である。客車列車はすでに定期運用から完全撤退しており、イベント用としてごく僅かに残存しているにすぎない。気動車に客車を連結して運転することも可能であり、分割民営化後も北海道の夜行列車で運転されていたが、現在の旅客列車では冬季の津軽鉄道の津軽21形による臨時的なストーブ客車の牽引を除き見られない。
国鉄およびJR各社、一部の第三セクター鉄道では、気動車列車の列車番号は原則として末尾に D（ディーゼル）が付けられる。例外もあり、信楽高原鉄道では土休日運行列車にKを、東海旅客鉄道（JR東海）・伊勢鉄道ではワンマン運転列車には C を、 西日本旅客鉄道（JR西日本）では山陰本線（浜坂駅 - 出雲市駅・西出雲駅間。ただし出雲神西駅以西直通の出雲市駅 - 西出雲駅間と出雲市駅 - 西出雲駅間の区間運転列車除く）・境線の土休日ダイヤの快速（「とっとりライナー」）・普通列車に K（気）を付ける。また、北陸新幹線では末尾を東海道・山陽新幹線のA、東北新幹線のB、上越新幹線のCに続いてDを付ける予定であったが、在来線気動車列車と紛らわしいためEとなった。

## 気動車の体制変化

### メーカーの寡占化
かつては日本の主要な鉄道車両メーカーのほとんどが気動車製造を手がけていたが、1960年代以来大手メーカーは電車製造に重点を置くようになり、メーカーの寡占化が進んだ。1970年代以降、日本における気動車の大多数は客車ともども新潟鐵工所と富士重工業の2社で製造されるようになっていた。
しかし、2002年に新潟鐵工所が経営破綻し、さらに富士重工業も鉄道車両製造事業からの実質的撤退を発表した。その後、石川島播磨重工業（現IHI）が新潟鐵工所の当該部門へ出資したことにより新潟トランシス株式会社が設立され、上記2社の鉄道車両製造事業の一部を承継した。現在、新潟トランシスの気動車分野における日本国内シェアは約8割に達する寡占状態である。そのほかのメーカーでは日本車輌製造が近年気動車製造に力を入れていて、1970年代以降製造車両が少なかった私鉄においても納入例が増加しており、また近畿車輛も、2012年に気動車の製造に再参入することが発表されているほか、川崎重工業も2010年代に入ってJR北海道・JR東日本・JR四国・JR九州向けに気動車（電気式・ハイブリッド含む）を本格的に製造している。
なお、自身が気動車新製能力をもつ鉄道事業者は国鉄分割民営化以降JR北海道（苗穂工場）とJR西日本（後藤総合車両所）のみとなっている。

### 環境対策
昨今では、ディーゼルエンジンの環境に対する悪影響（大気汚染や酸性雨、地球温暖化）が強く指摘され、気動車やディーゼル機関車のエンジンにも環境対策を施す例が見られるようになった。
自動車や建設機械、農業機械においては自動車排出ガス規制や自動車から排出される窒素酸化物及び粒子状物質の特定地域における総量の削減等に関する特別措置法、ディーゼル車規制条例、特定特殊自動車排出ガスの規制等に関する法律などで法的な規制があり、2005年（平成17年）4月に中央環境審議会「今後の自動車排出ガス低減対策のあり方について（第8次答申）」では、2009年よりディーゼル自動車排出ガスを低減する方針「ポスト新長期規制」（クリーンディーゼル）が決まり、当時としては世界最高水準の排ガス規制に適合している。
2014年時点では、気動車やディーゼル機関車などの鉄道車両に対する法的な排ガス規制はないが、エンジンの直噴化・ユニットインジェクターやコモンレールと電子制御インジェクターの組み合わせによる超高圧・多段燃料噴射の導入・自動車用エンジンで培われた熱効率向上など機関の改良が行なわれている。またDPF（粒子状物質減少装置）取付や尿素SCRシステムによる排気浄化・燃料のバイオディーゼルへの移行といった環境対策技術も導入されつつあり、変速・駆動系の改良も進んでいる。一部ではハイブリッド自動車と同じく、エンジンの回転エネルギーや走行時の運動エネルギーを電気エネルギーに変換して、蓄電池や電動機と組み合わせた方式も実用化されるようになった。→鉄道車両におけるハイブリッドを参照